# 피시오타
피시오타(Pisciotta)는 이탈리아 캄파니아주 살레르노도에 있는 코무네이다.

## 같이 보기
- 칠렌토